# Cape Canaveral Space Force Station Lanceercomplex 46
Cape Canaveral Space Force Station Lanceercomplex 46 (SLC-46), is een lanceerplaats voor lichte draagraketten op het Cape Canaveral Space Force Station. Het wordt beheerd door Space Florida dat het lanceerterrein uitbaat door het aan derden beschikbaar te stellen. Space Florida hanteert de naam Space Port Florida Launch Complex 46 of LC-46. Het complex ligt op de oostelijkste punt van Cape Canaveral nabij Complex SLC-36 en de voormalige complexen LC-1, -2, -3 en -4 en is tevens het zuidelijkst liggende nog actieve lanceercomplex op deze ruimtehaven.

## Geschiedenis
Het werd in de jaren 1980 aangelegd voor  testvluchten van Trident II-raketten, ballistische raketten die normaliter vanaf onderzeeërs gelanceerd worden. Voor de bouw moest LC-43, een lanceerplaats waar tussen 1962 en 1984 2.038 sondeerraketten werden gelanceerd, worden gesloopt. Voor sondeerraketten werd daarom LC-47 aangelegd. Na afloop van het Trident II-testprogramma werd LC-46 gedeactiveerd.
Van 1997 tot en met 1999 werd LC-46 (dat vanaf dat jaar SLC-46 heette) door Lockheed Martin in gebruik genomen om er Athena I- en Athena II-raketten te lanceren. Beide Athena-varianten werden er uiteindelijk maar eenmaal gelanceerd.

## Huidig gebruik
In 2010 werd het beheer van het terrein door de United States Air Force overgedaan aan Space Florida. Dat is een organisatie van de staat Florida die in het leven is geroepen om commerciële ruimtevaartbedrijven naar de Space Coast (de regio rond Cape Canaveral) te halen en de ruimtevaartindustrie te ondersteunen. Space Florida heeft het lanceercomplex opgeknapt en geschikt gemaakt voor gebruik door meerdere partijen met verschillende lichte raketten. Het platform zag sindsdien slechts enkele lanceringen.
Vanaf LC-46 kunnen Minotaur-raketten van Northrop Grumman Space Systems (eerder Orbital ATK) en Vector-R-raketten van Vector Launch worden gelanceerd. Of de in ontwikkeling zijnde Vector-raketten nog altijd vanaf LC-46 worden gelanceerd is onduidelijk. Het bedrijf maakte na een faillissement een doorstart en het is niet duidelijk wat met de contracten is gebeurd. In maart 2017, ruim voor het faillissement, had Vector een mock-up-raket met een lanceerinstallatie op het complex gezet om er logistiek en grondsystemen te testen.
Op het Kennedy Space Center is inmiddels een concurrerend lanceerplatform LC-48 aangelegd dat ook geschikt is voor mobiele lanceerinstallaties.
Hoewel Minotaurs ook vanaf LC-0B van de Mid-Atlantic Regional Spaceport op Wallops Island gelanceerd kunnen worden, heeft LC-46 voor sommige missies het voordeel dat het zuidelijker gelegen Cape Canaveral dichter bij de evenaar ligt. Hierdoor krijgt de raket meer impuls van de Aarde mee. Ook kan het voor bewaking een voordeel zijn dat het complex op militair terrein ligt. 
LC-46 is voorzien van een verticale integratiefaciliteit wat de lancering van sommige (meestal militaire) vrachten die verticale integratie vereisen mogelijk maakt. De eerste lancering op LC-46 sinds de overname door Space Florida, vlucht ORS-5 met een Minotaur-IV, vond plaats op 26 augustus 2017.
In februari 2019 liet Space Florida een bliksemafleider op LC-46 bouwen.
Eind 2021 kondigde ook ruimtevaartbedrijf Astra een lancering met hun Rocket 3 vanaf SLC-46 aan. In het voorgaande jaar werden aanpassingen verricht die het voor Astra mogelijk maken om er te kunnen opereren. De mobiele lanceerinstallatie van Astra wordt zo’n 20 meter naast de plaats gezet waar andere raketten stonden en maakt geen gebruik van de vuurgoot. Astra’s eerste vlucht vanaf dit complex was vooral bedoeld om hun mogelijkheden te demonstreren. Hoewel de lancering in een later stadium mislukte werd wel aangetoond dat het complex geschikt was voor de Rocket 3. Hierop werden drie eerder geboekte NASA-missies van Kwajalein naar SLC-46 verplaatst. Nadat een aantal Rocket 3-vluchten mislukte stopte  Astra in de zomer van 2022 met die raket.
Begin maart 2023 werd een testlancering van een nieuwe Amerikaanse hypersonische langeafstandsraket op SLC-46 voorbereidt. Op 6 maart werd die lancering uitgesteld.

### Orion in-flight abort test
Ook heeft NASA vanaf LC-46 de in-flight abort test van het Orion-ruimtevaartuig gelanceerd. Bij deze vlucht werd een Orion-capsule op de voor deze vlucht ontwikkelde Abort Test Booster (ATB), oftewel een aangepaste Peacekeeper SR118-rakettrap van NGIS, gelanceerd. Toen deze combinatie de maximale dynamische druk bereikte is de ontsnappingsraket bovenop de Orion-capsule afgevuurd en heeft deze de capsule weggetrokken van de ATB. NASA heeft deze test op 2 juli 2019 uitgevoerd.